# Luis Pascual Dri
Luis Pascual Dri, OFM kap. (Federación, 17. travnja 1927. – Buenos Aires, 30. lipnja 2025.) bio je argentinski svećenik Katoličke Crkve i kardinal. Član je Reda manje braće kapucina.
Papa Franjo je više puta govorio o njegovom ispovjedničkom radu. Dri je opisao kako se često susretao s papom Franjom dok je bio nadbiskup Buenos Airesa i izvijestio da je Franjo tada slao svećenike da ga posjete na savjetovanje. Dri pak kao svoje uzore i mentore navodi dvojicu kapucina, Leopolda Mandića i Padre Pija, kojemu je potonji bio ispovjednik 1960. godine kada su živjeli u istom samostanu.
Papa Franjo je 9. srpnja 2023. najavio da će ga imenovati kardinalom na konzistoriju zakazanom za 30. rujna. Dri nije prisustvovao konzistoriju zbog zdravlja i starosti. Svoje kardinalske regalije primio je 11. listopada od nadbiskupa Mirosława Adamczyka, apostolskog nuncija u Argentini, na svečanosti u katedrali u Buenos Airesu. Na tom konzistoriju imenovan je kardinalom đakonom crkve Sant'Angela u Pescheriji.